# 米拉山灯心草
米拉山灯心草（学名：Juncus milashanensis）为灯心草科灯心草属的植物。分布于中国大陆的西藏等地，生长于海拔4,800米至5,200米的地区，多生在高山上，目前尚未由人工引种栽培。